# Koalition
Koalition (lat coalescere – gro sammen) er en midlertidig alliance mellem to eller flere parter. Et eksempel kan indebære en række politiske partier i et parlament, der gennem blokpolitik samarbejder for at opnå et fælles politisk mål f.eks. i en koalitionsregering. I moderne dansk politisk historie opdeles partierne i de to koalitioner, rød blok og blå blok.
En koalition kan ligeledes forstås i en multilateral kontekst, såsom den USA-ledede koalitionen af villige, bestående af flere uafhængige nationer, som deltager i Irakkrigen på samme side.
| Politik | Spire Denne artikel om politik og ideologi er en spire som bør udbygges. Du er velkommen til at hjælpe Wikipedia ved at udvide den. |